# Спред (фінанси)
Спред (від англ. spread) — різниця між найкращими цінами купівлі (бід) та продажу (аск) в один і той же момент часу на який-небудь актив (акцію, товар, валюту, ф'ючерс, опціон).
Для забезпечення ліквідності ринку, зазвичай на біржах встановлюється розмір максимального спреда. При перевищенні цього ліміту торги можуть зупинятися. Чим менше спред, тим ліквідніші активи, і навпаки.
Бувають випадки, коли один оператор ринку забезпечує одночасно як купівлю, так і продаж за фіксованим спредом, розмір якого не змінюється при коливанні котирування. Чим ліквідніший ринок, тим частіше виникає фіксований спред. Найчастіше це спостерігається при торгівлі валютою (фіксована різниця між ціною купівлі та продажу валюти), особливо у посередників на міжнародному валютному ринку. На фондовому ринку фіксований спред зустрічається при маржинальній торгівлі контрактами CFD.
Досить часто на практиці спред вимірюють в пунктах, а не в грошах. Наприклад, якщо поточне котирування Євро проти долара США (EUR / USD) вказане як 1,2345 / 1,2350, то спред складе 0,0005 долара або 5 пунктів. Вимірювання у пунктах робить більш порівнянними спреди на різні інструменти.
Словом спред також називають:
- Різницю цін двох різних схожих товарів, що торгуються на відкритих ринках (наприклад, різниця цін на нафту різних сортів).
- Синтетичний похідний фінансовий інструмент, що складається, як правило, з двох відкритих позицій, які мають протилежну спрямованість і / або різні базові активи та / або різні терміни виконання.
- Різниця рівнів прибутковості на різні фінансові інструменти.